# Promanota malaisei
Promanota malaisei är en tvåvingeart som beskrevs av Risto Tuomikoski 1966. Promanota malaisei ingår i släktet Promanota och familjen svampmyggor.
Artens utbredningsområde är Myanmar. Inga underarter finns listade i Catalogue of Life.